# M52 (amas ouvert)
Pour les articles homonymes, voir M52.
Messier 52, également connu sous la désignations NGC 7654, est un amas ouvert situé dans la constellation de Cassiopée. Il a été découvert par l'astronome français Charles Messier en 1774. William Herschel l'a de nouveau observé le 29 aout 1783 et son fils John également le 9 octobre 1829.  
Selon la classification des amas ouverts de Robert Trumpler, cet amas est riche étoiles (lettre r) dont la concentration est forte (I) et dont les magnitudes se répartissent sur un intervalle moyen (le chiffre 3).

## Observation

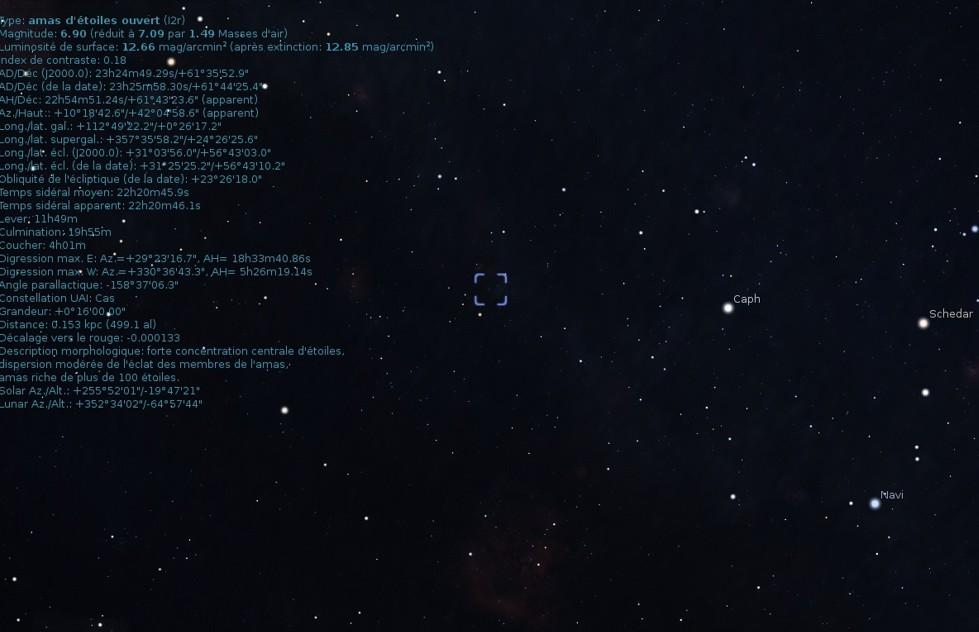
Localisation de NGC 7654 dans la constellation de Cassiopée. (Stellarium)

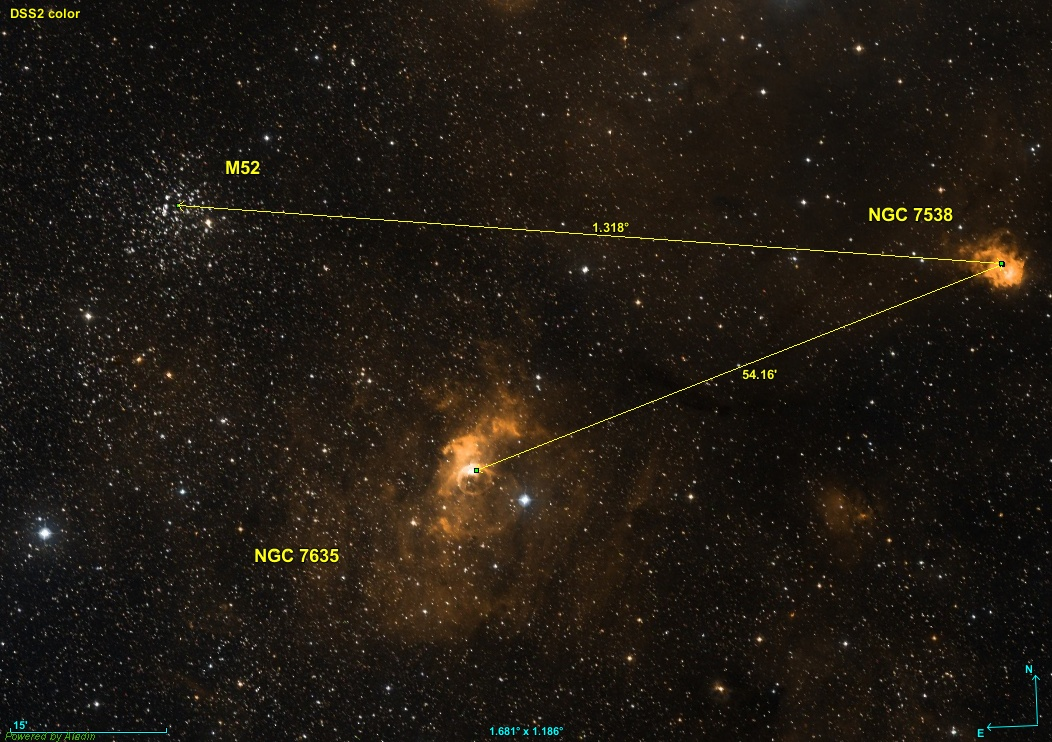
Position de NGC 7654 par rapport deux nébuleuses.

Cet amas n'est pas visible à l'œil nu, mais on peut l'observer dans un petit télescope. L'amas est cependant éloigné des principales étoiles brillantes du ciel de la Terre, la plus rapprochée étant Caph (Beta Bassiopeiae) à environ 6,2°. L'utilisation d'un télescope guidé par ordinateur facilite son observation. Lorsqu'on parvient à trouver M52, deux autres nébuleuses en émission, la célèbre nébuleuse de la Bulle NGC 7635 et NGC 7538, se trouvent à proximité.

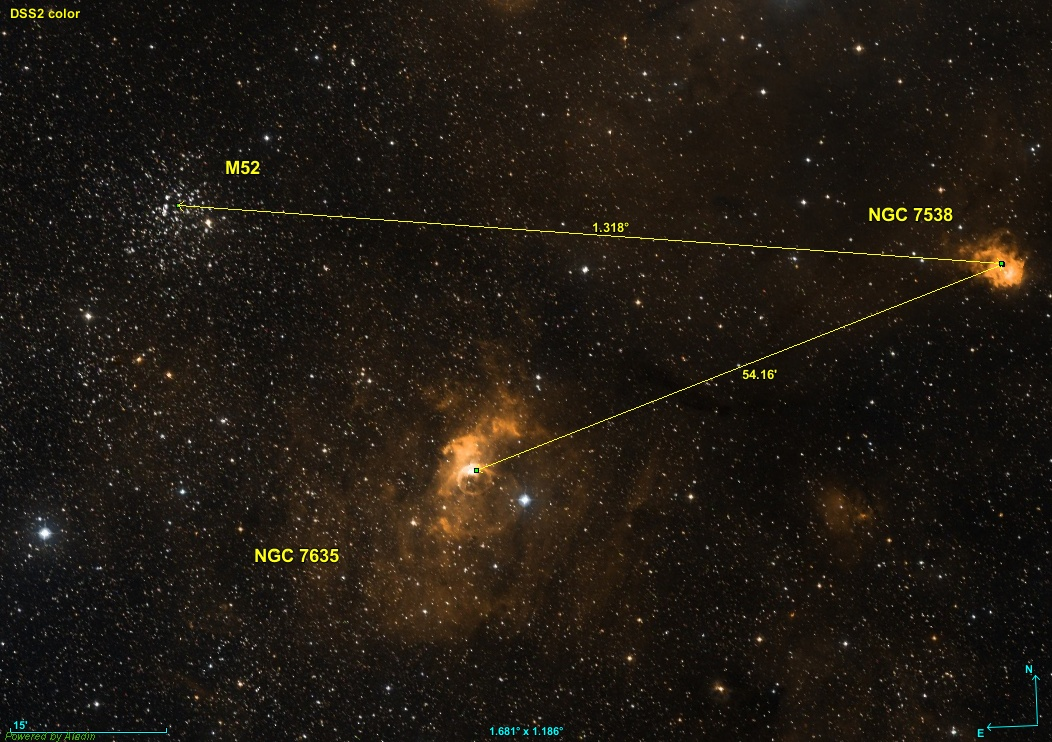
M52 et deux nébuleuses en émission.

## Caractéristiques

### Taille
Selon les sources, la taille apparente de l'amas va de 13' à 16 minutes d'arc,,.
Grâce à un calcul simple, on peut trouver la taille réelle de l'amas. En utilisant la plus grande taille apparente et la plus grande distance (1640 + 145) pc, on obtient la taille réelle maximale soit 27,10 al. De même, en utilisant la plus petite taille apparente et la plus petite distance (1640 - 124) pc, on obtient la plus petite taille réelle, soit 18,70 al. De ces deux valeurs, on déduit que la taille de l'amas est égale à 22,9 ± 4,2 al.

### Vitesse
Cinq valeurs de la vitesse sont indiquées par Simbad soit −32,18 ± 0,27 km/s, −40,00 ± 5,6 km/s, −32,090 ± 0,180 km/s, 32,09 ± 0,13 km/s et −40,0 ± 5,6 km/s. La moyenne et l'écart type de cinq vitesses sont égales à −35,3 ± 4,3 km/s. 

### Distance
Six distances sont inquées par Simbad, soit environ 1 653,0 pc (∼5 390 al), environ 1 449 pc (∼4 730 al), environ 1 497 pc (∼4 880 al), environ 1 350 pc (∼4 400 al), environ 1 421 pc (∼4 630 al) et environ 3 580,964 pc (∼11 700 al). En ne tenant pas compte de cette dernière, la moyenne et l'écart type des distances sont égaux à 1 474 ± 114 pc (∼4 810 al).
Les valeurs de la parallaxe indiquées par Simbad permettent aussi de calculer la distance. Ces valeurs sont : 0,609 ± 0,027 mas, 0,597 ± 0,05 mas, 0,596 ± 0,046 mas, 0,596 ± 0,002 mas et 0,596 ± 0,046 mas. La moyenne de ces valeurs et de leur incertitude est égale à 0,598 8 ± 0,034 2 mas ce qui correspond à une distance de 1 670+101
−90 pc. Ces deux distances sont différentes, mais les domaines de leurs valeurs se recoupe.

### Mouvement propre
Simbad indique sept couples de valeurs pour le mouvement propre de l'amas, dont cinq provenant d'articles publiés entre 2018 et 2021 qui sont très semblables. Les deux autres provenant d'articles publiés en 2014 et 2017 sont très différents. Les valeurs de ces cinq couples en ascension droite et en déclinaison sont :
- −1,904 ± 0,132 mas/an et −1,194 ± 0,137 mas/an[14]
- −1,936 ± 0,172 mas/an et −1,132 ± 0,121 mas/an[11]
- −1,938 ± 0,172 mas/an et −1,131 ± 0,172 mas/an[18]
- −1,938 ± 0,147 mas/an et −1,131 ± 0,154 mas/an[7]
- −1,938 ± 0,005 mas/an et −1,131 ± 0,105 mas/an[19]

La moyenne du mouvement propre et de leur incertitude obtenue de ces cinq couples en ascension droite et en déclinaison est égale à −1,930 8 ± 0,125 6 mas/an et −1,143 8 ± 0,117 8 mas/an.
Les deux autres couples sont passablement différents et imprécis. Ils proviennent d'articles moins récents (2014 et 2017). Ces deux couples sont :
- −0,204 ± 0,103 mas/an et −0,851 ± 0,121 mas/an[10]
- −0,89 ± 2,27 mas/an et −1,000 ± 1,24 mas/an[20]

### Métallicité
Simbad rapporte une seule valeur de la métallicité, soit 0,075. Cela signifie que le pourcentages d'éléments lours, plus lourd que l'hydrogène et l'hélium, est égal à 100,075 = 119% de celui du Soleil.

### Âge
Selon les estimations indiquées sur les sites WEBDA et Lynga, l'âge de cet amas est de 58 millions d'années (log10=7,764),. Considérant que le Soleil est âgé d'environ 4,57 milliards d'années, M52 est donc un très jeune amas. Cependant, une source plus récente qui utilise les données du « GAIA EARLY DATA RELEASE 3 (GAIA EDR3) » estime son âge à 120 ± 20 Ma. 

## Les étoiles de M52 et le satellite Gaia
Avant le satellite Gaia, la parallaxe des étoiles était mesurée avec des télescopes terrestres ou avec des satellites en orbite près de notre planète. Or, la détermination de la parallaxe implique deux mesures de la position d'une étoile à deux endroits différents. Pour la Terre, ces mesures étaient effectuées à six mois d'intervalle, la distance entre la position de la Terre à ces deux moments est la base utilisée pour le triangle servant à déterminer la parallaxe annuelle d'une étoile, soit 299 000 km pour obtenir l'angle au milliseconces d'arc, un nombre petit qui est de plus en plus imprécis pour les étoiles lointaines. Depuis le début de la mission du satellite Gais en 2013, la précision de cette mesure s'est grandement améliorée. Gaia est en orbite autour du Soleil sur une orbite de Lissajous qui l'approche à 263 000 km du Soleil et qui l'en éloigne à 707 000 km, pour une base de 970 000 km, 3,25 fois plus grande que celle de la Terre. La publication du catalogue Gaia DR3 le 3 décembre 2020 a été réalisé à partir de données collectées par Gaia durant 34 mois. Les valeurs de la parallaxe des étoiles apparaissant sur Simbad viennent presque toutes d'articles utilisant de cette publication ou de la publication précédente « Gaia DR2, Gaia Data Release 2 » rendue disponible le 25 avril 2018. Pour accéder à ces valeurs sur Simbad, il faut clique sur le bouton Children.
M52 renferme 1088 étoiles (les «children») et 2722 liens bibliographiques. En cliquant sur la désignation de l'étoile, on atteint la page de Simbad qui résume ses propriétés. Cependant, plusieurs étoiles appararaissent à plus d'une reprises, ce qui explique le nombre de liens supérieurs au nombre d'étoiles, en réalité il y a 800 étoiles différentes répertoriées dont la probabilité d'appartenir à l'amas est égale ou supérieure à 90%. De ce nombre, la parallaxe de deux étoiles est inconnue. La distance et le mouvement propre de l'amas ont donc été calculés en utilisant les données de 798 étoiles. 

### Parallaxe et distance
La parallaxe stellaire moyenne et l'écart type des 798 étoiles sont égaux à 0,609 60 ± 0,049 66 mas. Cette valeur correspond à une distance de 1 640+145
−124 pc. On peut cependant caculer cette distance de deux autres façons. Premièrement, il suffit de prendre la moyenne des distances de chacune des galaxies calculées avec leur parallaxe. Cela donne 1 657 ± 249 pc (∼5 400 al) ou la valeur de 249 pc est l'écart type des distances des 798 étoiles. Deuxièment, on peut aussi utiliser la moyenne des écarts positifs et négatifs de chacune des distance. Cela donne 1 640 +92
-19pc. Ces trois façons donnent des valeurs très semblables et compatibles à celles calculées à partir de la parallaxe de la section «Caractéristiques»; «Distance». La distance de 1 474 ± 114 pc (∼4 810 al) est cependant nettement inférieure.

### Mouvement propre
La moyenne et l'écart type du mouvement propre des 798 étoiles en ascension droite et en déclinaison sont respectivement égaux à −1,908 0 ± 0,256 9 mas/an et −1,200 0 ± 0,175 7 mas/an. Ces deux valeurs sont comparables à celles indiquées précédemment, mais leur incertitude est un peu plus grande.

#### Étoiles particulières
Des 798 étoiles mentionnées plus haut, il y en a 57 dont le type spectral et/ou certaines caractéristiques particulières sont indiqués par Simbad. Le tableau ci-dessous résume les caractéristiques de ces étoiles. Si supérieure à un, le chifre entre parenthèse indique le nombre de publications qui assignent la probabilité indiquée.  
| Nom                     | α                | δ                | type    | P (mas)         | d (pc)        | μα* (mas/an) | μδ* (mas/an) | mV     | Probabilité | Rem     |
| ----------------------- | ---------------- | ---------------- | ------- | --------------- | ------------- | ------------ | ------------ | ------ | ----------- | ------- |
| ZTF J232411.66+613540.1 | 23h 24m 11,6711s | 61° 35′ 40,0605″ |         | 0,5939 ± 0,0466 | 1684+143 -123 | -1,867       | -1,231       |        | 100         | BY      |
| ZTF J232430.63+612124.8 | 23h 24m 30,6417s | 61° 21′ 24,7831″ |         | 0,7466 ± 0,0746 | 1339+149 -122 | -1,307       | -1,158       |        | 100(3)      | BY      |
| ZTF J232428.14+613324.6 | 23h 24m 28,1454s | 61° 33′ 24,6586″ |         | 0,5732 ± 0,0966 | 1745+354 -252 | -2,019       | -1,325       |        | 100         | BY      |
| ZTF J232352.46+612225.9 | 23h 23m 52,4679s | 61° 22′ 25,8942″ |         | 0,7234 ± 0,0607 | 1382+127 -107 | -2,060       | -1,265       |        | 100         | BY      |
| ZTF J232221.36+612527.7 | 23h 22m 21,3702s | 61° 25′ 27,7095″ |         | 0,5906 ± 0,0605 | 1693+198 -157 | -1,924       | -1,175       |        | 90          | BY      |
| ZTF J232443.97+613713.0 | 23h 24m 43,9742s | 61° 37′ 13,0253″ |         | 0,6265 ± 0,0757 | 1596+219 -172 | -1,820       | -1,076       |        | 90          | BY      |
| ZTF J232507.68+613615.8 | 23h 25m 07,6930s | 61° 36′ 15,7539″ |         | 0,5901 ± 0,0702 | 1695+229 -180 | -1,912       | -0,939       |        | 90          | BY      |
| ZTF J232345.78+614834.7 | 23h 23m 45,7973s | 61° 48′ 34,6059″ |         | 0,5941 ± 0,0660 | 1683+210 -168 | -1,950       | -1,050       |        | 90          | BY      |
| GSC 04279-01074         | 23h 24m 28,1192s | 61° 14′ 18,1979″ | B3      | 0,2966 ± 0,0398 | 3372+523 -399 | -2,988       | -1,432       |        | 100         | Dbl/Mul |
| Cl* NGC 7654 CKK V16    | 23h 24m 49,2576s | 61° 36′ 33,2771″ |         | 0,6148 ± 0,0212 | 1627+58 -54   | -2,041       | -0,962       | 12,866 | 100(2)      | Dbl/Mul |
| Cl* NGC 7654 CKK V5     | 23h 24m 37,3923s | 61° 38′ 57,8803″ |         | 0,6102 ± 0,017  | 1639+47 -44   | -1,905       | -0,973       | 14,381 | 100(3)      | DelSc   |
| UCAC4 758-076119        | 23h 25m 12,6549s | 61° 25′ 11,3697″ |         | 0,6641 ± 0,0169 | 1506+39 -37   | -1,838       | -1,374       | 12,940 | 90          | Bin/ecl |
| EM* GGR 143             | 23h 24m 46,3656s | 61° 26′ 15,4157″ | B9      | 0,5978 ± 0,0138 | 1673+40 -38   | -1,909       | -1,173       | 11,72  | 100(4)      | Em      |
| EM* GGR 141             | 23h 24m 21,9499s | 61° 29′ 21,1563″ |         | 0,6303 ± 0,0111 | 1587 ± 28     | -2,014       | -1,279       | 11,81  | 100(4)      | Em      |
| [D75b] Em* 23-036       | 23h 24m 49,8089s | 61° 34′ 12,4079″ |         | 0,5675 ± 0,0143 | 1762+46 -43   | -1,963       | -1,197       | 11,60  | 100(3)      | Em      |
| TYC 4279-305-1          | 23h 24m 32,2944s | 61° 36′ 14,3454″ | B6V     | 0,619 ± 0,0138  | 1616+37 -35   | -2,081       | -1,378       | 10,50  | 100 90(2)   | Em      |
| EM* GGR 144             | 23h 25m 01,0172s | 61° 36′ 15,3546″ | A5      | 0,6134 ± 0,0136 | 1630+37 -35   | -2,052       | -1,593       | 11,2   | 100(4)      | Em      |
| [D75b] Em* 23-038       | 23h 24m 52,9025s | 61° 40′ 23,3379″ |         | 0,6516 ± 0,0113 | 1535 ± 27     | -2,035       | -1,167       | 12,97  | 100(3)      | Em      |
| EM* GGR 145             | 23h 27m 17,6916s | 61° 54′ 22,3792″ | B2      | 0,5836 ± 0,0174 | 1714+53 -50   | -3,923       | -1,046       | 11,2   | 100         | Em      |
| NGC 7654 946            | 23h 24m 52,0540s | 61° 31′ 00,8685″ |         | 0,6256 ± 0,0107 | 1598 ± 28     | -1,856       | -1,153       | 12,36  | 100(3)      | Em      |
| Cl* NGC 7654 CKK V3     | 23h 24m 53,0768s | 61° 35′ 22,1280″ |         | 0,6145 ± 0,0124 | 1627+34 -32   | -1,948       | -1,258       | 13,772 | 100(4)      | Var pul |
| LS III +61 36           | 23h 24m 14,7070s | 61° 36′ 38,0077″ | B8V     | 0,6081 ± 0,0144 | 1644+40 -38   | -1,704       | -1,382       | 11,13  | 100(4)      | Var pul |
| Cl* NGC 7654 CKK V2     | 23h 24m 35,8582s | 61° 38′ 49,8284″ |         | 0,629 ± 0,0104  | 1590 ± 27     | -1,862       | -1,450       | 12,590 | 100(4)      | Var pul |
| NGC 7654 867            | 23h 24m 39,7789s | 61° 37′ 50,0010″ | B8:V    | 0,6455 ± 0,0199 | 1549+49 -46   | -1,941       | -1,256       | 10,81  | 100(5)      | Var pul |
| Cl* NGC 7654 CKK V11    | 23h 24m 49,8464s | 61° 36′ 17,0094″ |         | 0,571 ± 0,0118  | 1751+37 -35   | -1,931       | -1,317       | 11,65  | 100(4)      | Var pul |
| NGC 7654 764            | 23h 24m 15,1186s | 61° 35′ 00,2104″ |         | 0,6169 ± 0,0117 | 1621 ± 31     | -1,897       | -1,203       | 12,85  | 100(3)      | Var pul |
| NGC 7654 929            | 23h 24m 49,8290s | 61° 35′ 58,5173″ |         | 0,6235 ± 0,012  | 1604 ± 31     | -2,064       | -1,149       | 12,841 | 100(3)      | Var pul |
| NGC 7654 1010           | 23h 25m 07,7519s | 61° 42′ 39,0631″ |         | 0,6158 ± 0,0124 | 1624 ± 33     | -1,793       | -1,297       | 13,781 | 100(3)      | Var pul |
| NGC 7654 835            | 23h 24m 31,8714s | 61° 29′ 11,4775″ |         | 0,6195 ± 0,0133 | 1614 ± 35     | -1,795       | -1,032       | 13,868 | 100(3)      | Var pul |
| NGC 7654 884            | 23h 24m 42,5142s | 61° 36′ 12,7052″ |         | 0,6388 ± 0,0157 | 1565 ± 39     | -1,915       | -1,239       | 12,02  | 100(3)      | Var pul |
| NGC 7654 1042           | 23h 25m 15,0351s | 61° 38′ 33,8316″ |         | 0,6178 ± 0,0128 | 1619 ± 34     | -1,706       | -1,402       | 11,988 | 100(3)      | Var pul |
| Cl* NGC 7654 CKK V26    | 23h 23m 38,2729s | 61° 32′ 54,2068″ |         | 0,5958 ± 0,0286 | 1678+85 -77   | -1,738       | -1,185       | 16,122 | 100(3)      | RS      |
| ZTF J232159.18+612542.8 | 23h 21m 59,1875s | 61° 25′ 42,7494″ |         | 0,5733 ± 0,0248 | 1738+78 -72   | -1,744       | -1,129       |        | 100(3)      | RS      |
| ZTF J232334.52+612652.2 | 23h 23m 34,5313s | 61° 26′ 52,1459″ |         | 0,5465 ± 0,0519 | 1830+192 -159 | -1,717       | -0,972       |        | 100         | RS      |
| ZTF J232558.12+613651.2 | 23h 25m 58,1302s | 61° 36′ 51,2100″ |         | 0,5884 ± 0,0446 | 1700+139 -120 | -1,934       | -1,270       |        | 100         | RS      |
| BD+60 2534              | 23h 24m 44,8691s | 61° 20′ 38,7492″ | K3Ib    | 0,628 ± 0,0165  | 1592+43 -41   | -1,883       | -1,317       | 9,18   | 100(4)      | S Ge R  |
| NSV 26079               | 23h 24m 46,8542s | 61° 31′ 17,0675″ |         | 0,6362 ± 0,0234 | 1572+60 -56   | -1,771       | -1,147       |        | 100(3)      | Et var  |
| Cl* NGC 7654 CKK V23    | 23h 24m 40,4604s | 61° 36′ 10,5865″ |         | 0,5738 ± 0,0265 | 1743+84 -77   | -1,900       | -1,240       | 15,572 | 100(3)      | Et var  |
| UCAC4 757-075527        | 23h 25m 56,3262s | 61° 21′ 35,6789″ | A0      | 0,5889 ± 0,0118 | 1698+35 -35   | -1,741       | -1,376       | 11,780 | 90          |         |
| NGC 7654 813            | 23h 24m 27,2124s | 61° 36′ 47,0903″ | B6V     | 0,6037 ± 0,0153 | 1656+43 -41   | -1,958       | -1,103       | 11,46  | 100(4)      |         |
| NGC 7654 1004           | 23h 25m 05,0924s | 61° 22′ 30,0824″ | F0      | 0,3849 ± 0,0125 | 2598+87 -82   | -3,926       | -2,278       | 12,31  | 100         |         |
| NGC 7654 1385           | 23h 27m 03,2020s | 61° 31′ 06,0850″ | A5      | 0,5817 ± 0,0102 | 1719 ± 31     | -2,191       | -1,545       | 12.07  | 100         |         |
| TYC 4280-1320-1         | 23h 27m 18,2769s | 61° 44′ 36,0128″ | A0      | 0,6625 ± 0,0121 | 1509 ± 28     | -1,948       | -1,248       | 11,67  | 100(3)      |         |
| NGC 7654 941            | 23h 24m 51,8648s | 61° 31′ 33,2453″ | B6V     | 0,5891 ± 0,0142 | 1698+42 -40   | -1,934       | -1,018       | 11,94  | 100(4)      |         |
| NGC 7654 1174           | 23h 25m 50,8780s | 61° 35′ 38,3781″ | A1      | 0,5793 ± 0,0128 | 1726+39 -37   | -1,914       | -1,169       | 11,21  | 100(4)      |         |
| NGC 7654 1272           | 23h 26m 22,6351s | 61° 22′ 44,9222″ | B5      | 0,5849 ± 0,0148 | 1710+44 -42   | -1,987       | -1,217       | 11,21  | 100 90(2)   |         |
| NGC 7654 773            | 23h 24m 18,9003s | 61° 39′ 02,3548″ |         | 0,6236 ± 0,0133 | 1604+35 -33   | -1,976       | -1,170       | 12,23  | 100(3)      | Be      |
| NGC 7654 820            | 23h 24m 28,5419s | 61° 38′ 02,0598″ | B6V     | 0,5672 ± 0,0137 | 1763+44 -42   | -1,851       | -1,350       | 11,36  | 100(3)      |         |
| NGC 7654 824            | 23h 24m 29,3186s | 61° 41′ 38,8773″ | B7      | 0,6057 ± 0,0106 | 1651 ± 29     | -1,931       | -1,331       | 12,02  | 100(3)      |         |
| LS III +61 38           | 23h 25m 16,3552s | 61° 32′ 29,9041″ | B8II    | 0,6227 ± 0,0126 | 1651 ± 33     | -1,836       | -1,182       | 10,84  | 100(4)      |         |
| LS III +61 29           | 23h 21m 47,9351s | 61° 48′ 09,5886″ | B5      | 0,8726 ± 0,0117 | 1146 ± 16     | -2,449       | -3,027       | 10,23  | 100         |         |
| LS III +61 30           | 23h 21m 50,0799s | 61° 38′ 36,4158″ | B5      | 0,8587 ± 0,0118 | 1165 ± 16     | -2,214       | -1,495       | 11,13  | 100         |         |
| LS III +61 37           | 23h 25m 01,2512s | 61° 41′ 59,2784″ | B8      | 0,5663 ± 0,0117 | 1766 ± 17     | -2,002       | -1,366       | 11,78  | 100(4)      |         |
| BD+60 2532              | 23h 24m 15,8452s | 61° 35′ 17,5666″ | F8Ib/II | 0,6306 ± 0,0163 | 1586+42 -40   | -1,605       | -1,314       | 8,292  | 100(5)      |         |
| LS III +61 33           | 23h 23m 53,2142s | 61° 21′ 39,7696″ | B2      | 0,3758 ± 0,0127 | 2661+93 -87   | -4,091       | -2,275       | 11,63  | 100         |         |
| NGC 7654 942            | 23h 24m 51,5741s | 61° 16′ 59,5499″ | B6      | 0,1575 ± 0,0157 | 6349+703 -576 | -2,532       | -1,230       | 11,67  | 100         |         |
| NGC 7654 757            | 23h 24m 14,2218s | 61° 31′ 12,2408″ | A8      | 0,6215 ± 0,0123 | 1609 ± 32     | -1,792       | -1,292       | 11,2   | 100(3)      |         |

- BY = Étoile variable de type BY Draconis
- Dbl/Mul = Double ou multiple.
- DelSc = Étoile variable de type Delta Scuti
- Bin/ecl = Binaire à éclipses
- Em = Étoile qui présente des raies spectrales dans son spectre
- Var pul = Variable pulsante
- RS = Étoile variable de type RS Canum Venaticorum
- S Ge R = Supergéante rouge
- Et var = Étoile variable de type non spécifié
- Be = Étoile Be

## Galerie

Image combinant les données prises à travers des filtres rouge, vert et bleu. (NOIRLab/NSF/AURA).
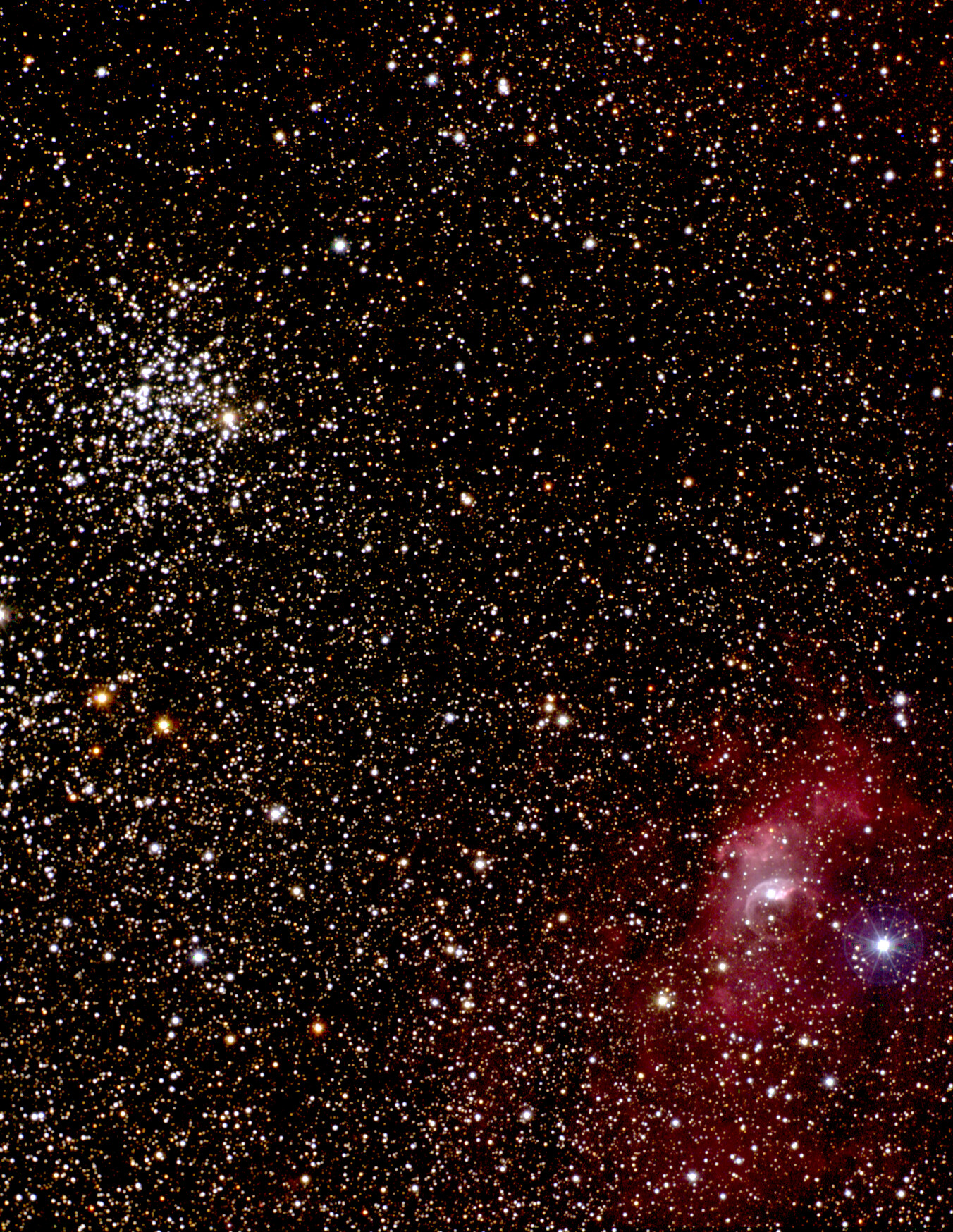
M52 et la nébuleuse de la Bulle. (N.A.Sharp, REU program/NOIRLab/NSF/AURA).
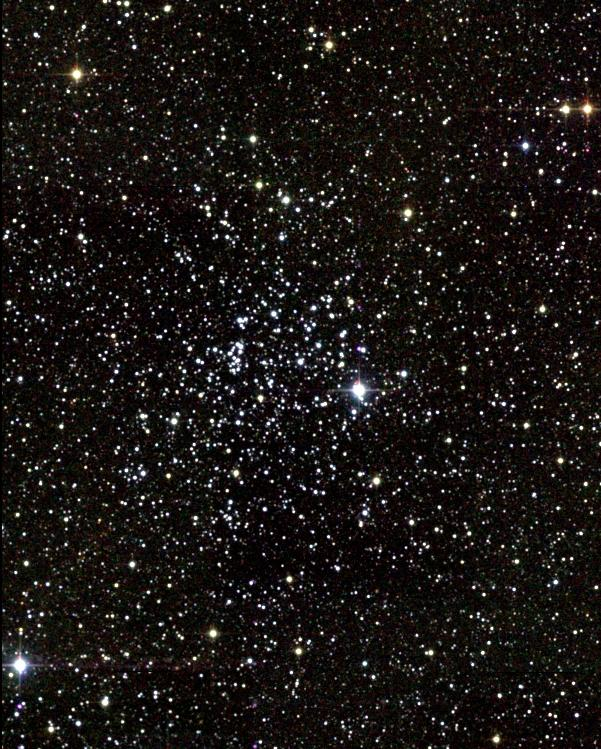
Image en infrarouge réalisée par relevé 2MASS.